# Авельянеда, Марко Мануэль

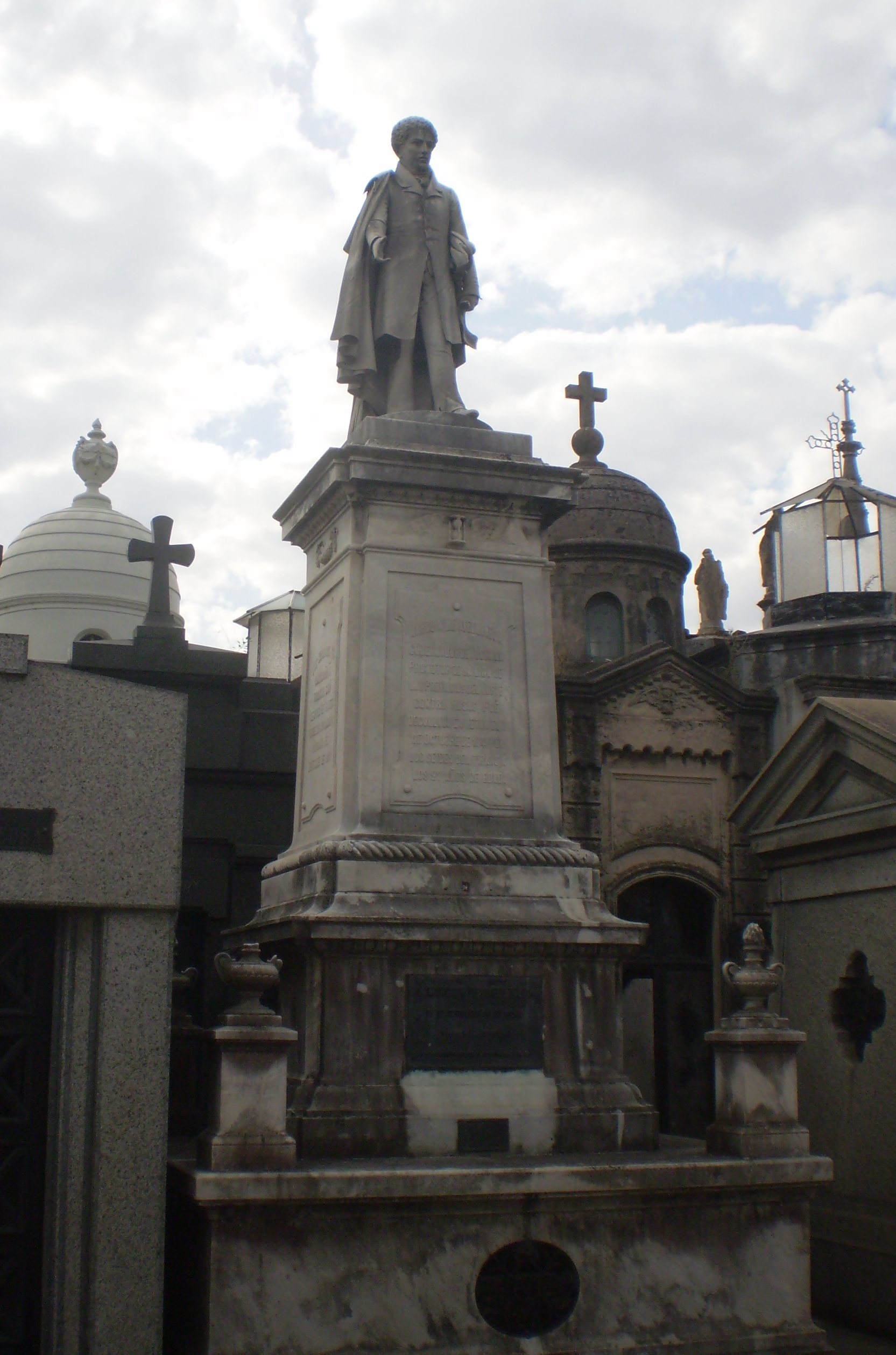
Памятник на могиле Маркоса Мария Авельянеды на кладбище Реколета

Ма́рко Мануэ́ль Авельяне́да (исп. Marco Manuel Avellaneda; 18 июня 1813, Сан-Фернандо-дель-Валье-де-Катамарка — 3 октября 1841) — политический и государственный деятель Аргентины. Губернатор провинции Тукуман (23 мая 1841 — 14 ноября 1841). Поэт. Доктор права (1834).

## Биография
Сын Николаса Авельянеда и Тула, первого губернатора провинции Катамарка. Окончил Национальный колледж в Буэнос-Айресе. Юрист.
Отец Николаса Авельянеды. Принадлежал к партии унитаристов. С 23 мая по 14 ноября 1841 года занимал должность губернатора провинции Тукуман.
В 1841 году принял участие в мятеже против диктатуры генерал-капитана Буэнос-Айреса, федералиста Х. М. де Росаса.
После поражения в битве при Фамайлье в 1841 году был схвачен и расстрелян.
Автор конституции провинции Тукуман и ряда поэтических произведений.
Похоронен на кладбище Реколета в Буэнос-Айресе.